# Clitocybe strigosa
Clitocybe strigosa är en svampart som tillhör divisionen basidiesvampar, och som beskrevs av Harmaja. Clitocybe strigosa ingår i släktet Clitocybe, och familjen Tricholomataceae. Arten är reproducerande i Sverige.